# Urs (Ariège)
Urs é uma comuna francesa na região administrativa de Occitânia, no departamento de Ariège. Estende-se por uma área de 0,9 km². Em 2010 a comuna tinha 32 habitantes (densidade: 35,6 hab./km²).